# Teretistris fernandinae
La chillina, reinita chillina o chipe de cabeza amarilla (Teretistris fernandinae) es una especie de ave paseriforme de la familia Teretistridae endémica de Cuba.

## Taxonomía
Anteriormente se ubicaba en la familia Parulidae, pero en la actualidad se clasifica en la familia Teretistridae, que es endémica de Cuba. Comparte su género únicamente con otra especie, Teretistris fornsi.
En griego Teretistris significa “fino o delicado” y fernandinae en latín le viene de ser dedicado al Conde de la Fernandina. En el occidente de Cuba esta especie es llamada chillina por chillar frecuentemente. En el idioma taino, este y otros parulidae eran llamados bijiritas, que junto con chinchillita son los nombres comunes del grupo en Cuba. .

## Distribución
Teretistris fernandinae es una bijirita común en la parte occidental de Cuba, de donde es endémica, incluyendo Cienfuegos, la Isla de la Juventud y cayos adyacentes. Vive en bosques y matorrales a cualquier elevación. Nunca cohabita con la especie hermana Teretistris fornsi.

## Descripción
La chillina mide cerca de 13 cm de largo. Ambos sexos son de igual apariencia. La cabeza y la nuca son amarillo verdosas, que pueden parecer más amarillas en contraste con follaje verde. Los lados del cuello son verde amarillentos. La garganta y el aro que rodea el ojo son amarillos. La espalda, la rabadilla, las alas y la cola son grises. El resto de las partes inferiores son blanco grisáceas. Suele reunirse en bandos chillones, en vuelo corto. No son asustadizas. Registran la vegetación a baja altura y el suelo en busca de insectos, arañas y lagartijitas.

## Nido
Anida de marzo a julio sobre ramas finas horizontales o sobre epifitas. Hacen el nido en forma de copa, con raíces finas, hierbas y fibras. Ponen dos o tres huevos que miden 2 cm de largo por 1,4 cm de ancho, son blancuzco azulados y en el extremo más ancho tienen manchas pequeñas de color castaño rojizo y moradas.